# بخش مرکزی شهرستان چاراویماق
بخش مرکزی شهرستان چاراویماق یکی از بخش‌های تابعه شهرستان چاراویماق در استان آذربایجان شرقی در شمال غربی ایران است.

## تقسیمات کشوری
- بخش مرکزی شهرستان چاراویماق
  - دهستان چاراویماق جنوب غربی
  - دهستان چاراویماق مرکزی
  - دهستان قوری‌چای شرقی
  - دهستان ورقه

شهرها: قره‌آغاج

## جمعیت
بنابر سرشماری مرکز آمار ایران، جمعیت بخش مرکزی شهرستان چاراویماق در سال ۱۳۸۵ برابر با ۲۱٬۸۷۴ نفر بوده‌است.